# Йоханес ван Нееркасел
Йоханес Баптиста ван Нееркасел (на нидерландски: Johannes Baptista van Neercassel) е холандски римокатолически духовник, титулярен костурски епископ (1897– 1910), апостолически викарий коадютор на Батавия, апостолически викарий в Батавия.

## Биография
Роден е в 1625 година в Горинхем, Нидерландия. Учи в Льовен и в Париж, където се присъединява към ораторианците. Той е ръкоположен за свещеник през 1648 година, а през 1652 година се присъединява към Холандската мисия. На 23 юни 1662 година е ръкоположен за титулярен костурски епископ и е назначен за апостолически викарий коадютор на Батавия, а на 18 май 1663 година наследява поста апостолически викарий в Утрехт. В тази си роля той поддържа добри отношения с гражданските власти на Съединените провинции, като извоюва известна степен на толерантност към католиците. След превземането на Утрехт от французите през 1672 година, френските власти позволяват на католиците публично богослужение, катедралата е върната на Католическата църква и Ван Нееркасел многократно отслужва литургия в нея. На 22 август 1673 година той дори организира голяма процесия на Светото Тайнство по градските улици. Той се надява да възстанови Утрехт като епископска катедра, но Римската курия се колебае по въпроса, тъй като Светият престол не желае възстановяване под френска опека. Свободите, спечелени от католиците, приключват в 1673 година, когато французите са принудени да се оттеглят от Утрехт. Ван Нееркасел преценява, че е по-разумно временно да напусне Холандската република, като продължи работата на Холандската мисия от чужбина и по-късно от Лайден. По-късно умира от усложнения от пневмония.
Уважавана фигура на международната сцена, с отлична мрежа от контакти във Франция и Рим, Йоханес ван Нееркасел е янсенист и има добри отношения с Пор Роял. След време йезуитите успяват да подкопаят позициите му и богословската му работа Amor poenitens (1683) е поставена в Индекса на забранените книги след смъртта му.